# András Hegedűs
András Hegedüs (31. října 1922 Szilsárkány – 23. října 1999 Budapešť) byl maďarský komunistický politik. V letech 1955–1956 byl předsedou maďarské vlády. V 50. letech patřil ke konzervativním komunistům a zastáncům sovětského zásahu proti maďarskému povstání, v závěru života vstoupil do opozičních a disidentských kruhů.

## Život
Pocházel z chudé rodiny. Studoval železniční inženýrství na Budapešťské technické univerzitě. Během studií, v roce 1942, se stal členem tehdy ilegální Maďarské komunistické strany. Studia nemohl dokončit a v srpnu 1944 byl uvězněn v domácím vězení. Na konci listopadu se mu však podařilo uprchnout. 24. června 1945 se stal součástí prozatímní vlády. Od roku 1951 byl náměstkem ministra zemědělství. V letech 1952–1954 byl sám ministrem zemědělství. 18. dubna 1955 byl jmenován premiérem poté, co stranický vůdce Mátyás Rákosi z této pozice vyhnal Imre Nagye. Rákosi chtěl tuto funkci pro sebe, ale Kreml s tím vyjádřil nespokojenost. Volba tedy padla na Hegedüse. V době jmenování mu přitom bylo pouhých 32 let a stal se tak nejmladším premiérem v maďarské historii. Poté, co 24. října podepsal dokument žádající sovětské jednotky o pomoc proti antikomunistickým silám, byl donucen tlakem zevnitř strany i od veřejnosti předat post Nagyovi. Stal se nejnenáviděnějším mužem v Maďarsku. V listopadu 1956 ho prozatímní výbor Maďarské strany pracujících vyloučil ze strany. Sovětský velvyslanec Jurij Andropov mu doporučil uprchnout do Sovětského svazu, spolu s dalšími maďarskými zastánci tvrdé linie, jako byl Ernő Gerő. Hegedüs skutečně uprchl a žil v Moskvě až do roku 1958. Pracoval na filozofickém oddělení Sovětské akademie věd. V září 1958 se vrátil do Maďarska, zůstal ale v akademické sféře. Pracoval v různých výzkumných ústavech: Ekonomickém ústavu Maďarské akademie věd (1958–1961), Ústředním statistickém ústavu (1961–1963), Sociologickém výzkumném ústavu (1963–1968). Učil též na několika školách, včetně Ekonomické univerzity Karla Marxe. V roce 1968 mnohé překvapil tím, když protestoval proti invazi vojsk Varšavské smlouvy do Československa. Byl odvolán z funkce ve Sociologickém ústavu a později v roce 1973 vyloučen ze strany. Byl poslán do důchodu, ale bylo mu povoleno vyučovat na Vysoké škole ekonomické. V rozhovoru pro rádio Svobodná Evropa v roce 1985 litoval své činnosti v 50. letech a přijetí funkce premiéra označil za svou životní chybu. Po pádu komunismu v roce 1989 založil Dělnickou akademii. Zemřel v den výročí začátku maďarské revoluce.